# D.J. Grothe
Pour les articles homonymes, voir Grothe.

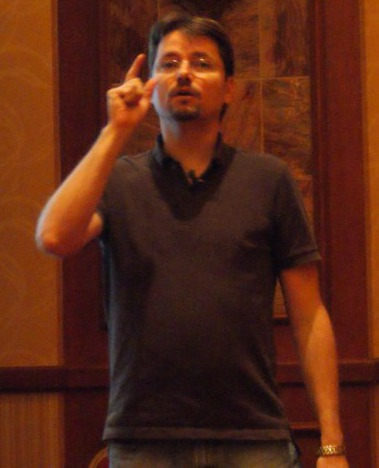
D.J. Grothe à un séminaire

Douglas James « D.J. » Grothe, né le 25 juin 1973 à Saint-Louis, Missouri, est un athée et un sceptique américain.
Il fut jusqu'en 2009 vice-président du Center for Inquiry, un « think tank that advances science, reason and secular values in public affairs » (« un laboratoire d'idées ayant pour objectif d'avancer la science, la raison et les valeurs séculières dans les affaires publiques »).
Il est un éditeur associé du magazine Free Inquiry et l'hôte des podcasts For Good Reason, le podcast officiel de la James Randi Educational Foundation (JREF).
En décembre 2009, il a été nommé président de la James Randi Educational Foundation, remplaçant Philip Plait à ce poste le 1er janvier 2010. Avant de devenir le président du JREF, il était l'hôte du podcast Point of Inquiry (le podcast officiel du Center for Inquiry). À son départ, il fut remplacé par Chris Mooney, Karen Stollznow, et Robert M. Price.